# Comuna Șișești, Mehedinți
Șișești este o comună în județul Mehedinți, Oltenia, România, formată din satele Cărămidaru, Ciovârnășani, Cocorova, Crăguești, Noapteșa și Sisești (reședința).

## Demografie
Componența etnică a comunei Șișești
     Români (87,13%)
     Alte etnii (12,87%)
Componența confesională a comunei Șișești
     Ortodocși (86,02%)
     Alte religii (1,03%)
     Necunoscută (12,95%)
Conform recensământului efectuat în 2021, populația comunei Șișești se ridică la 2.417 locuitori, în scădere față de recensământul anterior din 2011, când fuseseră înregistrați 2.959 de locuitori. Majoritatea locuitorilor sunt români (87,13%). Din punct de vedere confesional, majoritatea locuitorilor sunt ortodocși (86,02%), iar pentru 12,95% nu se cunoaște apartenența confesională.

## Politică și administrație
Comuna Șișești este administrată de un primar și un consiliu local compus din 11 consilieri. Primarul, Marian Ion Răducan[*], de la Partidul Social Democrat, este în funcție din 2000. Începând cu alegerile locale din 2024, consiliul local are următoarea componență pe partide politice:
|  | Partid                          | Consilieri | Componența Consiliului | Componența Consiliului | Componența Consiliului | Componența Consiliului | Componența Consiliului | Componența Consiliului | Componența Consiliului | Componența Consiliului |
|  | ------------------------------- | ---------- | ---------------------- | ---------------------- | ---------------------- | ---------------------- | ---------------------- | ---------------------- | ---------------------- | ---------------------- |
|  | Partidul Social Democrat        | 8          |                        |                        |                        |                        |                        |                        |                        |                        |
|  | Alianța pentru Unirea Românilor | 2          |                        |                        |                        |                        |                        |                        |                        |                        |
|  | Partidul Național Liberal       | 1          |                        |                        |                        |                        |                        |                        |                        |                        |

## Personalități
- Gheorghe Ionescu-Șișești (1885 - 1967), agronom, membru al Academiei Române.
- Nicolae Ionescu-Sisești (1888 - 1954), medic neurolog român, academician.
- Petre Daea (n. 1949), senator, ministru al agriculturii

## Monumente istorice
- Biserica „Sfântul Grigore Decapolitul” din Șișești
- Biserica „Înălțarea Domnului” și „Intrarea în Biserică” din Ciovârnășani

## Imagini

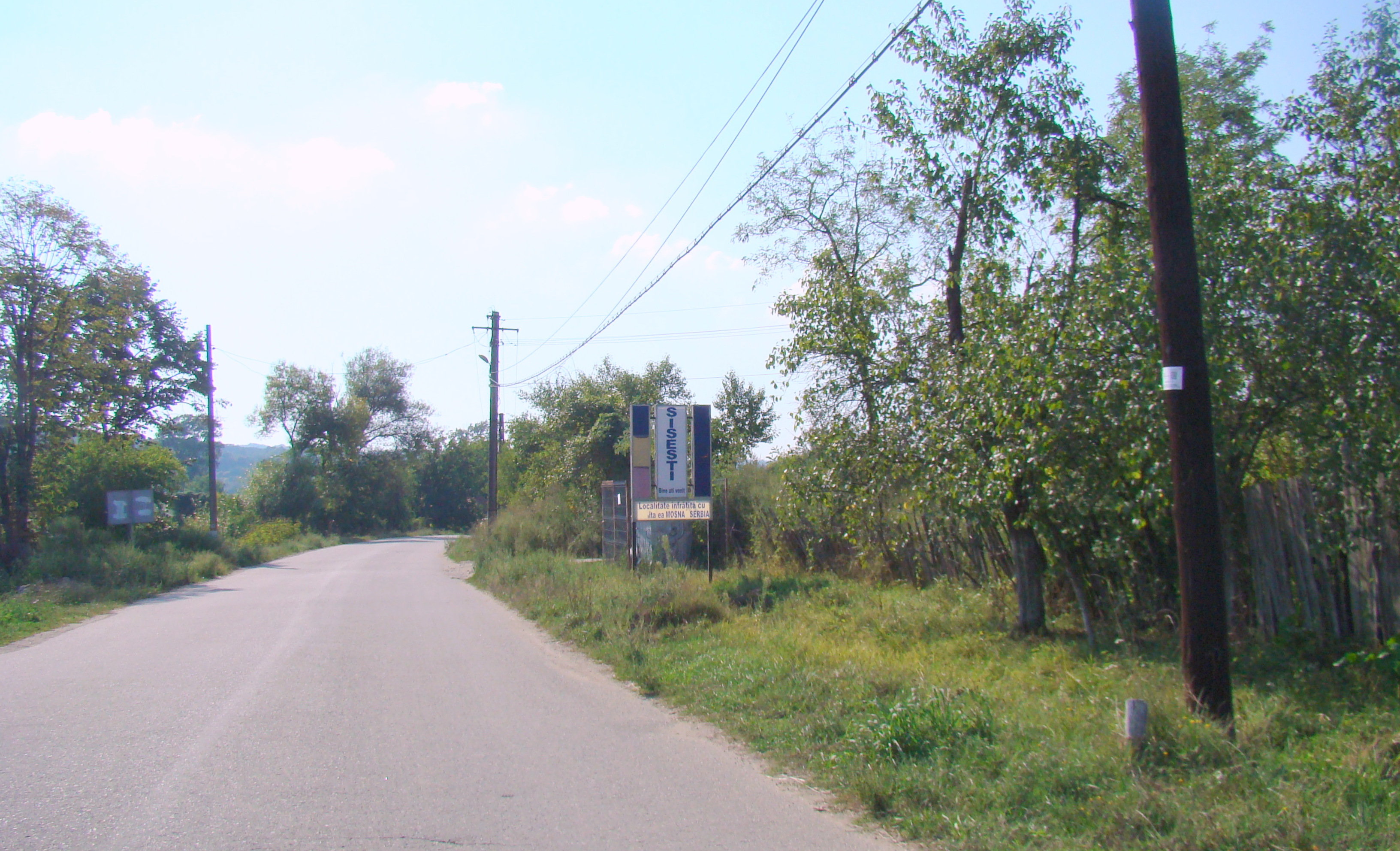
Șișești
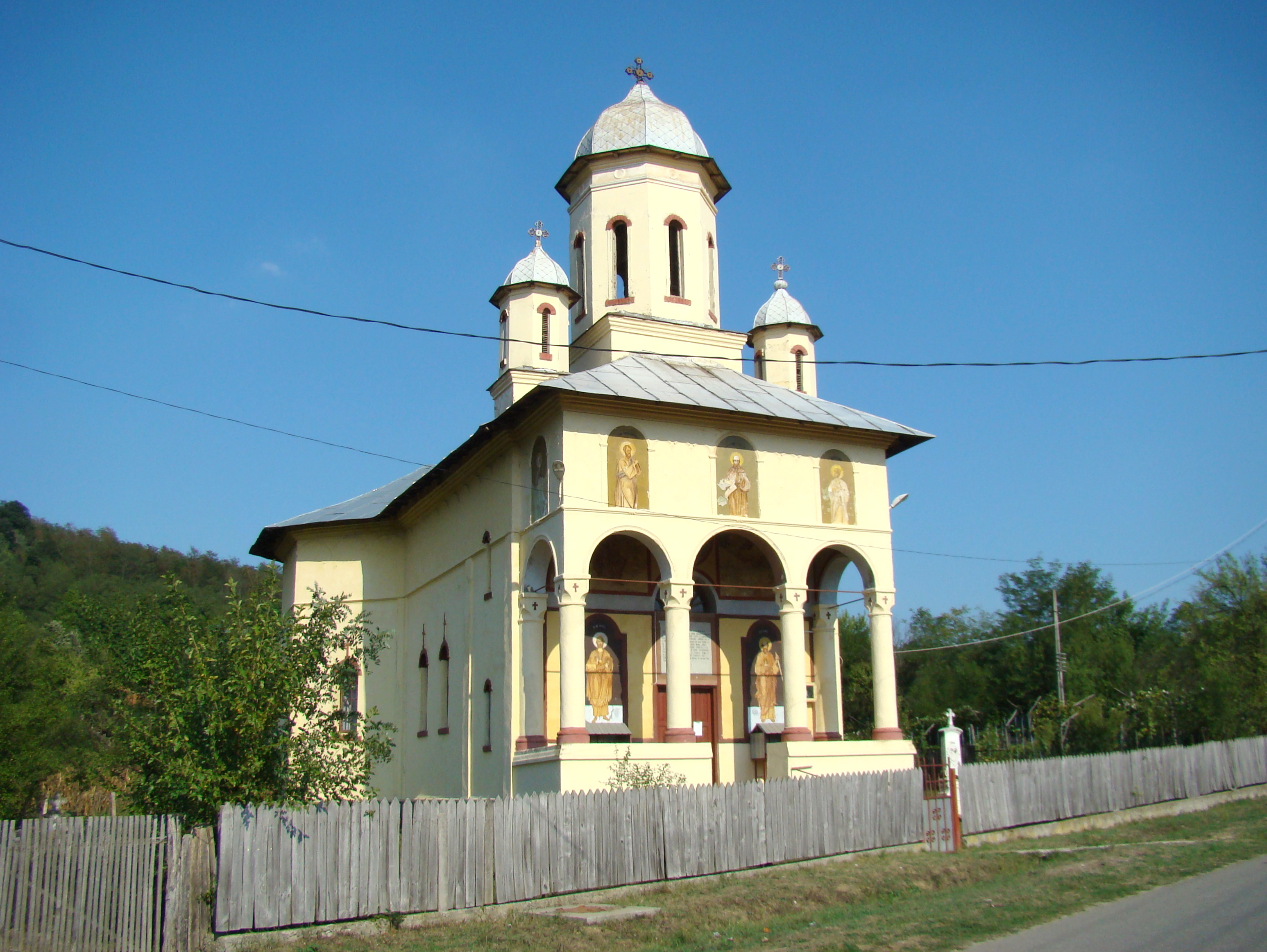
Biserica „Sfântul Grigorie Decapolitul” din Șișești (monument istoric)
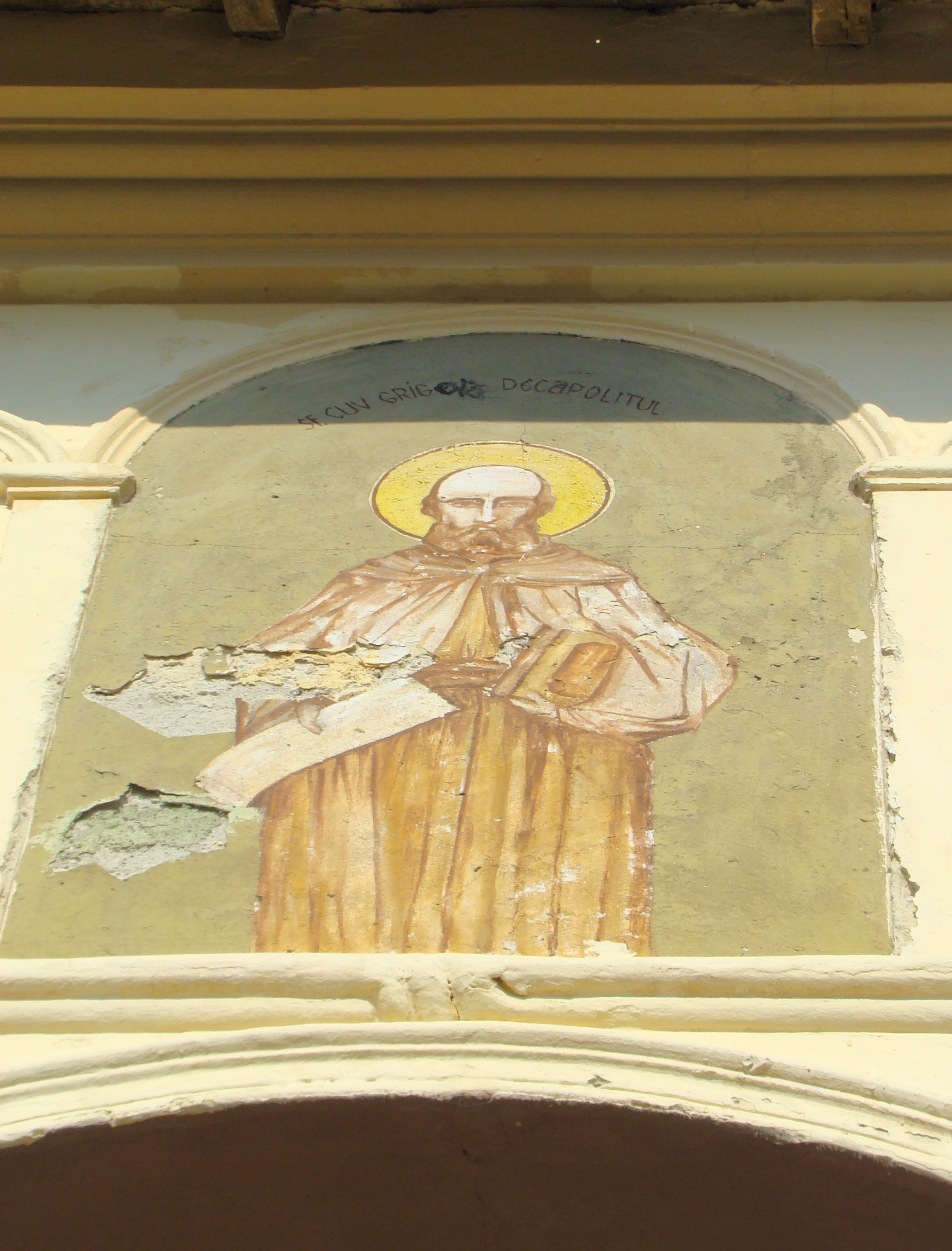
Grigorie Decapolitul
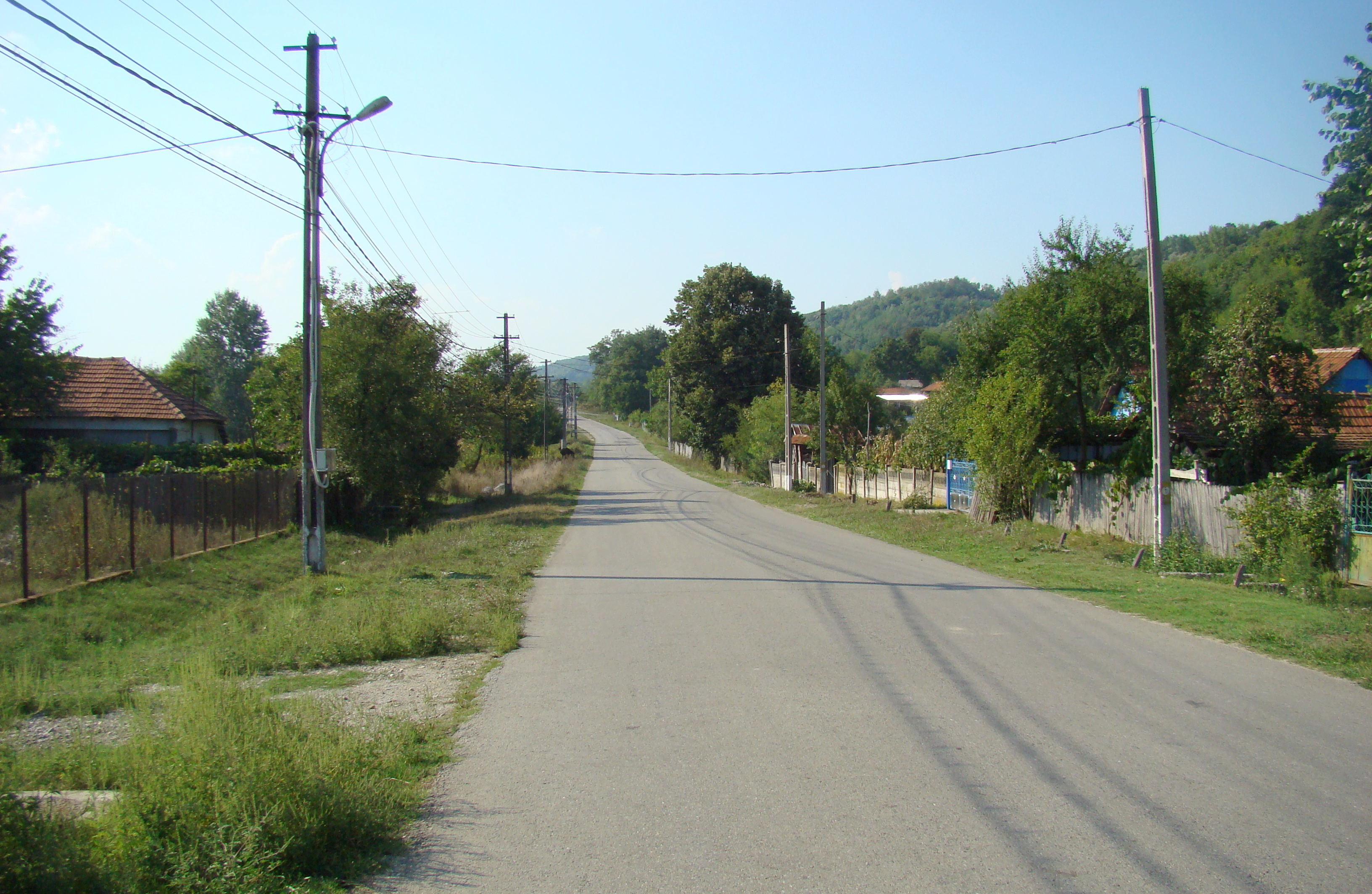
Șișești
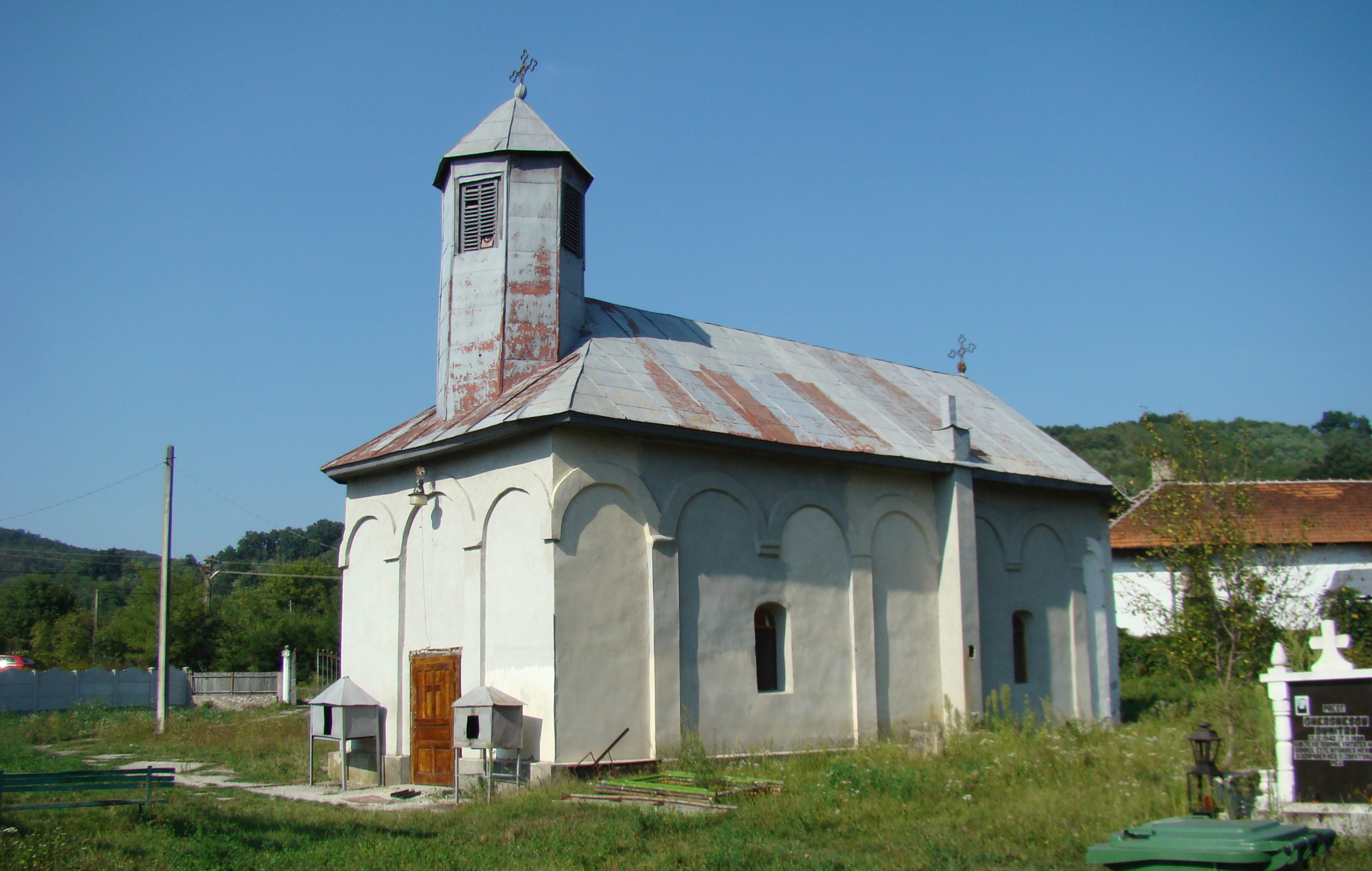
Biserica „Înălțarea Domnului” și „Intrarea în Biserică” din Ciovârnășani (monument istoric)
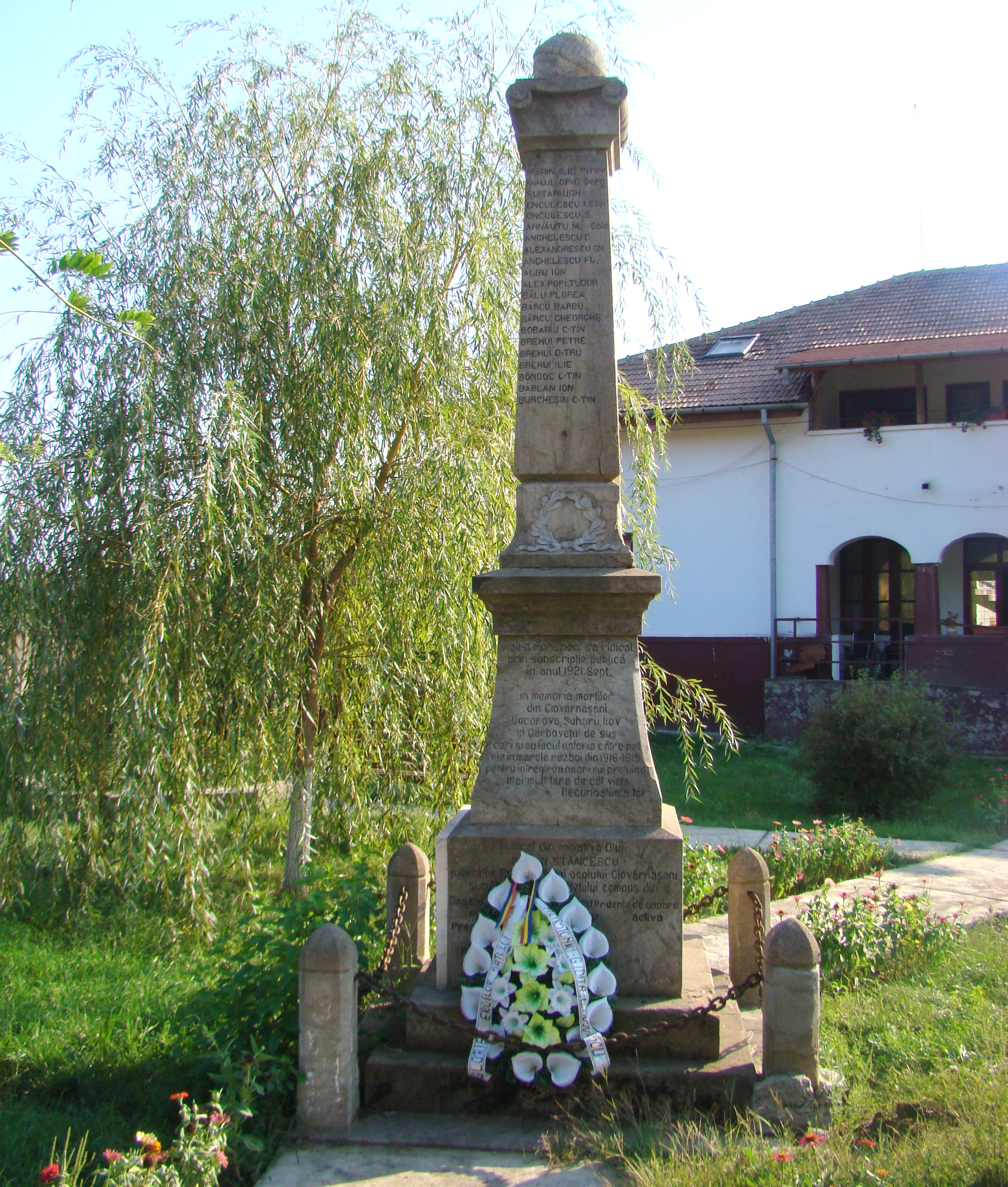
Monumentul eroilor
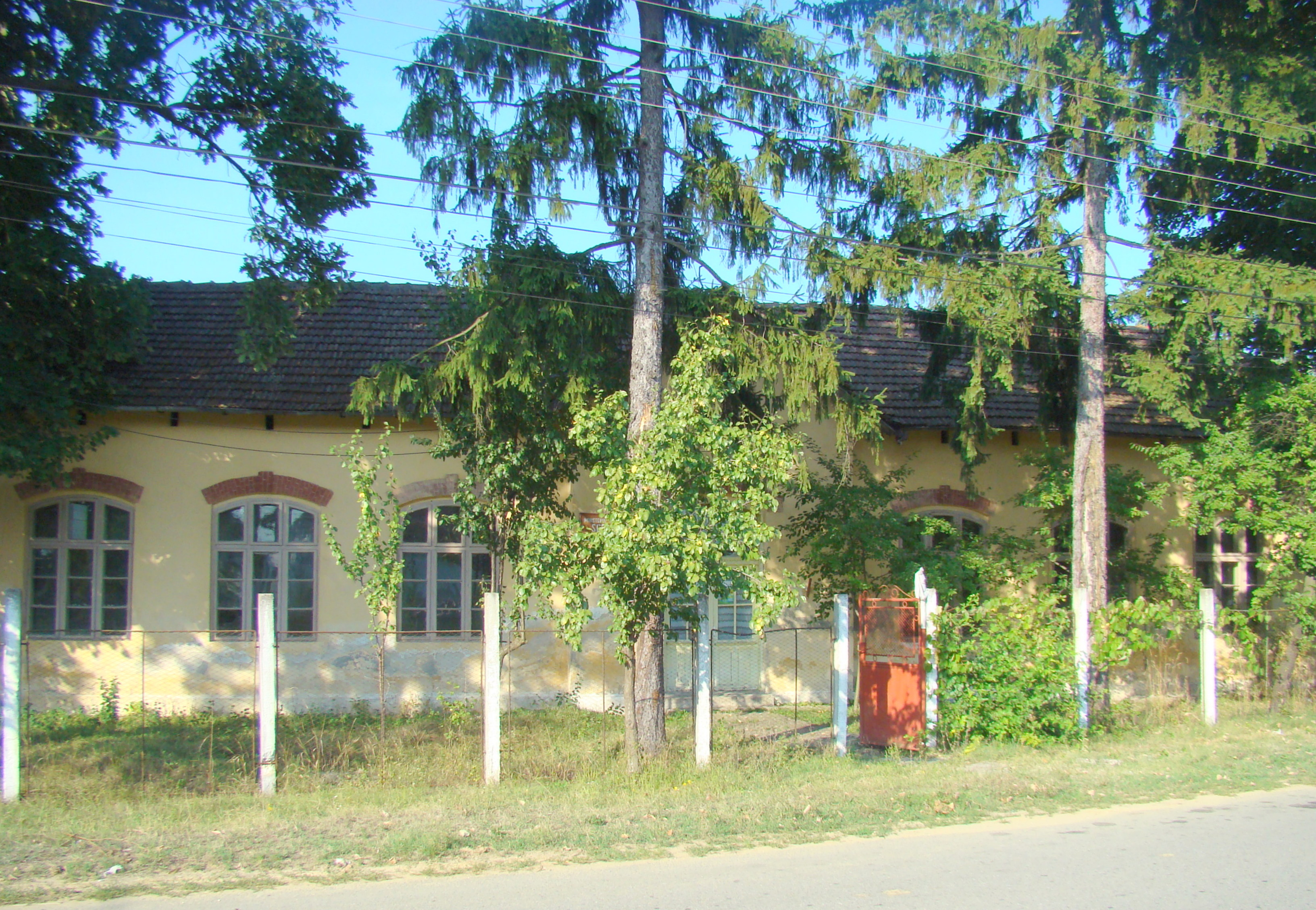
Școala din Ciovârnășani